# Poul Christian Bertouch-Lehn
Poul Christian baron de Bertouch-Lehn (24. oktober 1922 i Berlin – 2. oktober 2012 i Århus) var en dansk godsejer, kammerherre, hofjægermester og modstandsmand.
Han var søn af baron og diplomat Rudolph Bertouch-Lehn og blev født i Berlin, hvor hans far var udstationeret. P. de Bertouch-Lehn blev student fra Stenhus Kostskole 1942 og var under Besættelsen aktiv i modstandsbevægelsen.
Han blev uddannet inden for landbruget fra 1942 til 1947, men allerede i 1936 overtog han Lungholm og i 1957 Højbygård, som han i 1986 overdrog til sin søn og flyttede til først London og siden Paris og til sidst i livet til Århus, hvor han døde. Han var løjtnant af reserven ved Gardehusarregimentet fra 1954 og kom i 1969 som kompagnichef til Hjemmeværnet, hvilket han var til 1971 og modtog dernæst Hjemmeværnets Fortjensttegn.
P. de Bertouch-Lehn var bestyrelsesmedlem for Banken for Rødby og Omegn, fra 1974 til 1994 en af direktørerne i og formand for bestyrelsen i Det Classenske Fideicommis, medlem af bestyrelsen for Næsgaard Agerbrugsskole, samt af Den selvejende Fond Jagtejendommen i Trend Skov. Han var formand for Det Bertouch-Lehnske Fond fra 1965 til 1997 og for Det Bertouch'ske Familielegat fra 1969 til 2012. Han var ridder af Dannebrog og Dannebrogsmand.
Han er begravet på Olstrup Kirkegård.